# Eero Berg
Eero Edvin Berg  (ur. 17 lutego 1898 w Kangasala, zm. 14 lipca 1969 w Karijoki) – fiński lekkoatleta długodystansowiec, medalista olimpijski z 1924.
Na igrzyskach olimpijskich w 1924 w Paryżu zdobył brązowy medal w biegu na 10 000 metrów. Startował również w biegu przełajowym, ale go nie ukończył. Ponieważ w klasyfikacji drużynowej biegu przełajowego zwyciężyła Finlandia (uwzględniano wyniki trzech najlepszych zawodników), Berg w niektórych źródłach jest uznawany za mistrza olimpijskiego.